# ناروتو (الموسم 3)
الموسم الثالث من ناروتو - بعنوان «المرحلة الثالثة» في اليابان - من إخراج هاياتو داتيه ومن إنتاج إستديو بيرو و‌تلفاز طوكيو. مقتبس من مانغا ماساشي كيشيموتو، ويحكي الموسم عن التحاق ساسكي أوتشيها بأوروتشيمارو بعدما أصبحت تسونادي الهوكاغي (الشهاب) الخامسة.
عُرض الموسم في اليابان أول مرة في 15 سبتمبر 2004 وانتهى 29 يونيو 2005. وقد قام بدبلجة النسخة العربية مركز الزهرة وعُرضت على سبيس باور ابتداءً من 15 فبراير 2011 وحتى 8 مارس 2011، ليتوقف الموسم عند الحلقة 104 (بسبب أن هذه الحلقات كانت تعد من الجزء الثاني) ثم يعاود العرض مجددًا (على أنه الجزء الثالث) في 16 مايو 2011 ويتوقف العرض في 14 أغسطس 2011 عند الحلقة 130 (وبهذا تعد الحلقة نهاية الجزء الثالث في النسخة العربية) ثم يعاود العرض مجددًا في 18 أغسطس 2015 (على أنه الجزء الرابع) وحتى الحلقة 141 في 27 سبتمبر 2015 ولكن يستمر المسلسل حتى الحلقة 151 لاستكمال الجزء الرابع بالنسخة العربية.
جمعت سوني بيكتشرز الحلقات في صيغة دي في دي بمجموع 12 مجلدًا، كل مجلد يحتوي 4 حلقات، ابتداءً من 1 يناير وحتى 7 ديسمبر 2005. كذلك أصدرت سبيستون حلقات ناروتو بصغية دي في دي أيضًا.
الشارة الموسيقية للنسخة اليابانية تتضمن شارتين للبداية و4 شارات للنهاية. شارة البداية الأولى من أداء سامبوماستر بعنوان "الملحمة الشبابية" (青春狂騒曲 سيشون كيوسوكيوكو) والتي تبعتها شارة من ستانس بانكس بعنوان "لا يا فتى لا تبكِ" (ノーボーイ·ノークライ نو بوي نو كوراي) من الحلقة 136 فصاعدًا. أما شارات النهاية فهي "نيزك" (流星 ريوسيه) من تيا (حتى الحلقة 106)، والثانية هي "الجبل أ انطلق انطلق 2" (マウンテン·ア·ゴーゴー·ツー ماونتِن إيه غو غو تسو) من كابتن ستاريدوم (من الحلقة 107 حتى 117)، والثالثة هي "أول مرة تحدثت معك" (はじめて君としゃべった هاجيميتي كيمي تو شابيتَّا) من أداء غاغاغا إس بي (من الحلقة 118 حتى 127)، والأخيرة "كلمات مفقودة" (失くした言葉 ناكوشيتا كوتوبا) من أداء نو ريغرت لايف (لباقي الحلقات). بالنسبة للنسخة العربية فكانت شارة ناروتو تستخدم لكل المسلسل بدون استثناء لأي موسم.

## قائمة الشخصيات
الشخصيات التي ظهرت لأول مرة بالموسم مُرتبة حسب الظهور في الحلقات.

### شخصيات ثانوية
| الشخصية      | المؤدي                                | المؤدي    | بداية الظهور | بداية الظهور | ملاحظات                                                                                          | مرجع  |
| الشخصية      | الياباني                              | العربي    | أنمي         | مانغا        | ملاحظات                                                                                          | مرجع  |
| ------------ | ------------------------------------- | --------- | ------------ | ------------ | ------------------------------------------------------------------------------------------------ | ----- |
| كيميمارو     | توشيوكي موريكاوا ماكوتو تسومورا (طفل) | رائد مشرف | 118          | 199          |                                                                                                  | [ 7 ] |
| زيتسو الأسود | نوبوؤو توبيتا                         |           | 134          | 234          | ظهرت الشخصيتان في الحلقة 134 ولكن لم يُدرج مؤدي الصوت لهما سوى في الحلقة 10 من أنمي ناروتو شيبودن | [ 8 ] |
| زيتسو الأبيض | نوبوؤو توبيتا                         |           | 134          | 234          | ظهرت الشخصيتان في الحلقة 134 ولكن لم يُدرج مؤدي الصوت لهما سوى في الحلقة 10 من أنمي ناروتو شيبودن | [ 8 ] |

## قائمة الحلقات
| الإجمالي                                                                | الإجمالي    | عنوان الحلقة | فصول المانغا | تاريخ العرض الأصلي | تاريخ العرض العربي | مرجع        |
| المسلسل                                                                 | الموسم      | عنوان الحلقة | فصول المانغا | تاريخ العرض الأصلي | تاريخ العرض العربي | مرجع        |
| حلقة مستقلة                                                             | حلقة مستقلة | حلقة مستقلة | حلقة مستقلة  | حلقة مستقلة        | حلقة مستقلة        | حلقة مستقلة |
| ----------------------------------------------------------------------- | ----------- | --- | ------------ | ------------------ | ------------------ | ----------- |
| 101                                                                     | 101         | «أريد أن أرى ما تحت هذا القناع، شكل الأستاذ كاكاشي الحقيقي» يجب أن أرى! يجب أن أعرف! وجه المدرب كاكاشي الحقيقي! "ميتاي، شيريتاي، تاشيكاميتاي كاكاشي-سِنسيه نو سوغاو" (見たい, 知りたい, 確かめたい カカシ先生の素顔) | حصرية        | 15 سبتمبر 2004     | 15 فبراير 2011     | [ 9 ]       |
| مرافقة بعثة بلد الشاي (茶の国要人警護任務 تشا نو كوني يوجين كيغو نينمو) |             | |              |                    |                    |             |
| 102                                                                     | 102         | «مهمة جديدة: مساعدة صديق في بلد الشاي» مهمة: مساعدة صديق قديم من أرض الشاي "إزا شين نينمو غيري تو نينجو تو تشاكوكو أو سوكوي!" (いざ新任務 義理と人情と茶国を救え!)                                                  | حصرية        | 22 سبتمبر 2004     | 22 فبراير 2011     | [ 9 ]       |
| 103                                                                     | 103         | «الغرق! مؤامرة في أعماق الدوامة البحرية» انطلاق السباق! مشكلة في أعالي البحار! "ناروتو غيكيتشين!؟ إنباو أوزوماكو أونابارا" (ナルト撃沈!?陰謀うずまく大海原)                                                         | حصرية        | 29 سبتمبر 2004     | 1 مارس 2011        | [ 9 ]       |
| 104                                                                     | 104         | «اركض! على الجزيرة نداء للعاصفة» اركض! جزيرة ناغي تنتظر! "هاشيري إداتي! أراشي أو يوبي هاران نو ناغيتو" (走れイダテ!嵐を呼ぶ波乱のナギ島!!)                                                                          | حصرية        | 13 أكتوبر 2004     | 8 مارس 2011        | [ 9 ]       |
| 105                                                                     | 1           | «قبيل الهدف! برق حارق يشعل اللهب» معركة عنيفة من الرعد المتدحرج! "غورو تشوكوزِن! رايميه تودوروكو دايغيكيتو" (ゴール直前!雷鳴とどろく大激闘)                                                                          | حصرية        | 20 أكتوبر 2004     | 16 مايو 2011       | [ 9 ]       |
| 106                                                                     | 2           | «هل ستصل! الاندفاع الأخير» الساق الأخيرة: آخر عمل يائس "تودوكو كا إداتي! شونِن نو راسوتو سوباتو!!" (届くかイダテ!執念のラストスパート!!)                                                                             | حصرية        | 27 أكتوبر 2004     | 18 مايو 2011       | [ 10 ]      |
| مهمة استعادة ساسوكي (サスケ奪回任務 ساسكي داكَّاي نينمو)                  |             | |              |                    |                    |             |
| 107                                                                     | 3           | «أريد أن أقاتلك! أخيرًا نزال بين ناروتو وساسوكي» بداية المعركة: ناروتو ضد ساسوكي "أوماي تو تاتاكايتاي! تسويني غيكيتوتسو ساسوكي تاي ناروتو" (オマエと戦いたい!ついに激突 サスケVSナルト)                              | 173-175، 184 | 3 نوفمبر 2004      | 23 مايو 2011       | [ 10 ]      |
| 108                                                                     | 4           | «الشق الخفي» منافسون مريرون وروابط مكسورة "ميناي كيريتسو" (見えない亀裂) | 176-177      | 10 نوفمبر 2004     | 25 مايو 2011       | [ 10 ]      |
| 109                                                                     | 5           | «دعوة الصوت» "أوتو نو إزاناي" (音の誘い) | 178-181      | 17 نوفمبر 2004     | 30 مايو 2011       | [ 10 ]      |
| 110                                                                     | 6           | «الفريق الخماسي» التشكيلة! فريق استعادة ساسوكي! "كيسيه! تيبِّكي فوميشون" (結成!鉄壁のフォーメーション) | 182-183      | 24 نوفمبر 2004     | 1 يونيو 2011       | [ 10 ]      |
| 111                                                                     | 7           | «المواجهة الأولى، الصوت في وجه ورقة الشجر» الصوت ضد الورق "سيسشوكو ~أوتو يونينشو نو جيتسوريوكو~" (接触〜音四人衆の実力〜)                                                                                           | 184-186      | 24 نوفمبر 2004     | 6 يونيو 2011       | [ 11 ]      |
| 112                                                                     | 8           | «شجار مرير وخطر كبير» تمرد الفريق: انهيار كل شيء! "إكيناري ناكاماواري!؟ شيكامارو شوتاي دايبينتشي" (イキナリ仲間割れ!?シカマル小隊大ピンチ)                                                                          | 186-187      | 1 ديسمبر 2004      | 8 يونيو 2011       | [ 11 ]      |
| 113                                                                     | 9           | «الطاقة القصوى! اشتعل يا شوجي» قوة الخنق الكاملة! تشوجي المشتعل! "باوا زِنكاي! مويرو تشوجي" (パワー全開!燃えろチョウジ)                                                                                              | 188-189      | 8 ديسمبر 2004      | 13 يونيو 2011      | [ 11 ]      |
| 114                                                                     | 10          | «وداعًا يا صديقي! إنني أثق بك» الوداع يا صديقي القديم! سأؤمن بك دائمًا! "سارابا تومو يو...! سوريدِمو أوري وا شينجيتيرو" (さらば友よ...!それでもオレは信じてる)                                                         | 189-191      | 15 ديسمبر 2004     | 15 يونيو 2011      | [ 11 ]      |
| 115                                                                     | 11          | «أنا خصمك يا هذا، فاستعد!» خصمك هو أنا! "أوماي نو أيتي وا كونو أوري دا!" (お前の相手はこのオレだ!) | 191-193      | 22 ديسمبر 2004     | 20 يونيو 2011      | [ 11 ]      |
| 116                                                                     | 12          | «كشف السر» 360 درجة من الرؤية: نقطة البياكوغان العمياء! "شيكاي سانبياكو-روكوجو دو، بياكوغان نو شيكاكو" (視界360度 白眼の死角)                                                                                       | 194-195      | 5 يناير 2005       | 22 يونيو 2011      | [ 12 ]      |
| 117                                                                     | 13          | «لا مجال للخسارة» "ماكيرارِناي ريو" (負けられない理由) | 196-198      | 5 يناير 2005       | 27 يونيو 2011      | [ 12 ]      |
| 118                                                                     | 14          | «استعيدوه، البرميل الذي لم ندركه» وصول الوعاء المتأخر جدًا "داكَّان ~ ما ني أواناكاتَّا أوتسوا" (奪還〜間に合わなかった器)                                                                                               | 198-199      | 12 يناير 2005      | 29 يونيو 2011      | [ 12 ]      |
| 119                                                                     | 15          | «الخطأ! عدو جديد» تقدير خاطئ: ظهور عدو جديد! "شيسَّاكو! أراتانارو تيكي" (失策!新たなる敵) | 200-202      | 19 يناير 2005      | 6 يوليو 2011       | [ 12 ]      |
| 120                                                                     | 16          | «قمة الاتحاد» زئير وعواء! الفريق الثنائي المطلق "أوناري! هويرو! كيوكيوكو نو تاغُّو" (唸れ!吠えろ!究極のタッグ) | 203-204      | 2 فبراير 2005      | 8 يوليو 2011       | [ 12 ]      |
| 121                                                                     | 17          | «معركة الجميع» كل واحد لمعركته الخاصة "سوريزوري نو تاتاكاي" (それぞれの闘い) | 205-206      | 9 فبراير 2005      | 13 يوليو 2011      | [ 13 ]      |
| 122                                                                     | 18          | «زيْف! مخاطرة جديدة» وهم: عودة شيكامارو! "فيكو! أوتوكو شيكامارو كيشيكايسيه نو كاكي" (フェイク!男シカマル起死回生の賭け)                                                                                              | 207-208      | 16 فبراير 2005     | 15 يوليو 2011      | [ 13 ]      |
| 123                                                                     | 19          | «وحش الورق الوسيم!» "كونوها نو أوكي ياجو كِنزان!" (木ノ葉の碧き野獣見参!) | 209-210      | 23 فبراير 2005     | 20 يوليو 2011      | [ 13 ]      |
| 124                                                                     | 20          | «انفجر الوحش» الوحش بداخله "ياجو ساكورِتسو! هاجيكيرو فوتُّوبي تسوكينوكيرو!" (野獣炸裂!弾けろ吹っ飛べ突き抜けろ!) | 211-212      | 2 مارس 2005        | 22 يوليو 2011      | [ 13 ]      |
| 125                                                                     | 21          | «حلفاء ورقة الشجر: شينوبي قرية الرمل» "كونوها دوميكوكو سونا نو شينوبي" (木ノ葉同盟国砂の忍) | 213-215      | 9 مارس 2005        | 27 يوليو 2011      | [ 13 ]      |
| 126                                                                     | 22          | «نزال الأقوى: غارا ضد كيميارو» المواجهة: غارا ضد كيميمارو! "سايكيو تايكِتسو! غارا تاي كيميمارو!!" (最強対決!我愛羅VS君麻呂!!)                                                                                        | 215-216      | 16 مارس 2005       | 29 يوليو 2011      | [ 14 ]      |
| 127                                                                     | 23          | «خاتم الأرض» هجوم الحاقد! رقصة السرخس "شونِن نو إتشيغيكي ساوارابي نو ماي" (執念の一撃!早蕨の舞) | 216-217      | 30 مارس 2005       | 5 أغسطس 2011       | [ 14 ]      |
| 128                                                                     | 24          | «لا آذان مصغية» بكاء على أذن صماء "تودوكاناي ساكيبي" (届かない叫び) | 218-219      | 30 مارس 2005       | 7 أغسطس 2011       | [ 14 ]      |
| 129                                                                     | 25          | «أخوان من قرية واحدة» الشقيقان: البعد بين الأوتشيها "إيتاتشي تو ساسوكي توسوغيرو سونزاي" (兄と弟 遠すぎる存在) | 220-222      | 6 أبريل 2005       | 12 أغسطس 2011      | [ 14 ]      |
| 130                                                                     | 26          | «أب وابنه» الأب والابن، القمة المكسورة "تشيتشي تو كو هيبيواريتا كامون" (父と子 ひび割れた家紋) | 223-224      | 13 أبريل 2005      | 14 أغسطس 2011      | [ 14 ]      |
| 131                                                                     | 27          | «سر الشارينغان المضللة» أسرار المانغكيو شارينغان! "كايغان مانغكيو شارينغان نو هيميتسو" (開眼 万華鏡写輪眼の秘密) | 224-225      | 20 أبريل 2005      | 18 أغسطس 2015      | [ 15 ]      |
| 132                                                                     | 28          | «من أجل صداقتنا» "تومو يو!" (親友よ!) | 226-228      | 27 أبريل 2005      | 23 أغسطس 2015      | [ 15 ]      |
| 133                                                                     | 29          | «التماس أعذار للصديق» "ناميدا نو هوكو! أوماي وا أوري نو توموداتشي دا" (涙の咆哮!オマエはオレの友達だ) | 229-231      | 4 مايو 2005        | 25 أغسطس 2015      | [ 15 ]      |
| 134                                                                     | 30          | «نهاية الدموع» "ناميدا أمي نو كِتسوماتسو" (涙雨の結末) | 231-235      | 11 مايو 2005       | 30 أغسطس 2015      | [ 15 ]      |
| 135                                                                     | 31          | «لن أخلف وعدي» الوعد الذي لم أستطع الوفاء به "مامورِناكاتَّا ياكوسوكو" (守れなかった約束) | 235-238      | 18 مايو 2005       | 1 سبتمبر 2015      | [ 15 ]      |
| بعثة التحقيق في بلد حقول الأرز (田の国調査任務 تا نو كوني تشوسا نينمو)  |             | |              |                    |                    |             |
| 136                                                                     | 32          | «مهمة قصيرة جدًا» تغطية عميقة!؟ مهمة من الدرجة "إس"! "سِنِّيو سوسا!؟ تسوي ني كيتاكيتا تشو-إسو-كيو نينمو" (潜入捜査!? 遂にきたきた超S級任務)                                                                             | حصرية        | 25 مايو 2005       | 6 سبتمبر 2015      | [ 16 ]      |
| 137                                                                     | 33          | «بلدة الخارجين على القانون» بلدة من الخارجين عن القانون، ظل عشيرة فوما "موهومانو نو ماتشي فوما إتشيزوكو نو كاغي" (無法者の街 ふうま一族の影)                                                                        | حصرية        | 1 يونيو 2005       | 8 سبتمبر 2015      | [ 16 ]      |
| 138                                                                     | 34          | «إنها خيانة عابرة» خيانة نقية، وحجة عابرة! "كيوكي أوراغيري هاكاناكي نيغاي" (清き裏切り はかなき願い) | حصرية        | 8 يونيو 2005       | 13 سبتمبر 2015     | [ 16 ]      |
| 139                                                                     | 35          | «في منزل أوروتشيمارو» رعب خالص! منزل أوروتشيمارو "كيوفو! أوروتشيمارو نو ياكاتا" (恐怖!大蛇丸の館) | حصرية        | 15 يونيو 2005      | 22 سبتمبر 2015     | [ 16 ]      |
| 140                                                                     | 36          | «نبضتا قلب: فخ كابوتو» "فوتاتسو نو كودو كابوتو نو وانا" (二つの鼓動 カブトの罠) | حصرية        | 22 يونيو 2005      | 22 سبتمبر 2015     | [ 16 ]      |
| 141                                                                     | 37          | «إصرار ساكورا» "ساكورا نو كِتسوي" (サクラの決意) | 236          | 29 يونيو 2005      | 27 سبتمبر 2015     | [ 17 ]      |